# Widlina krucha

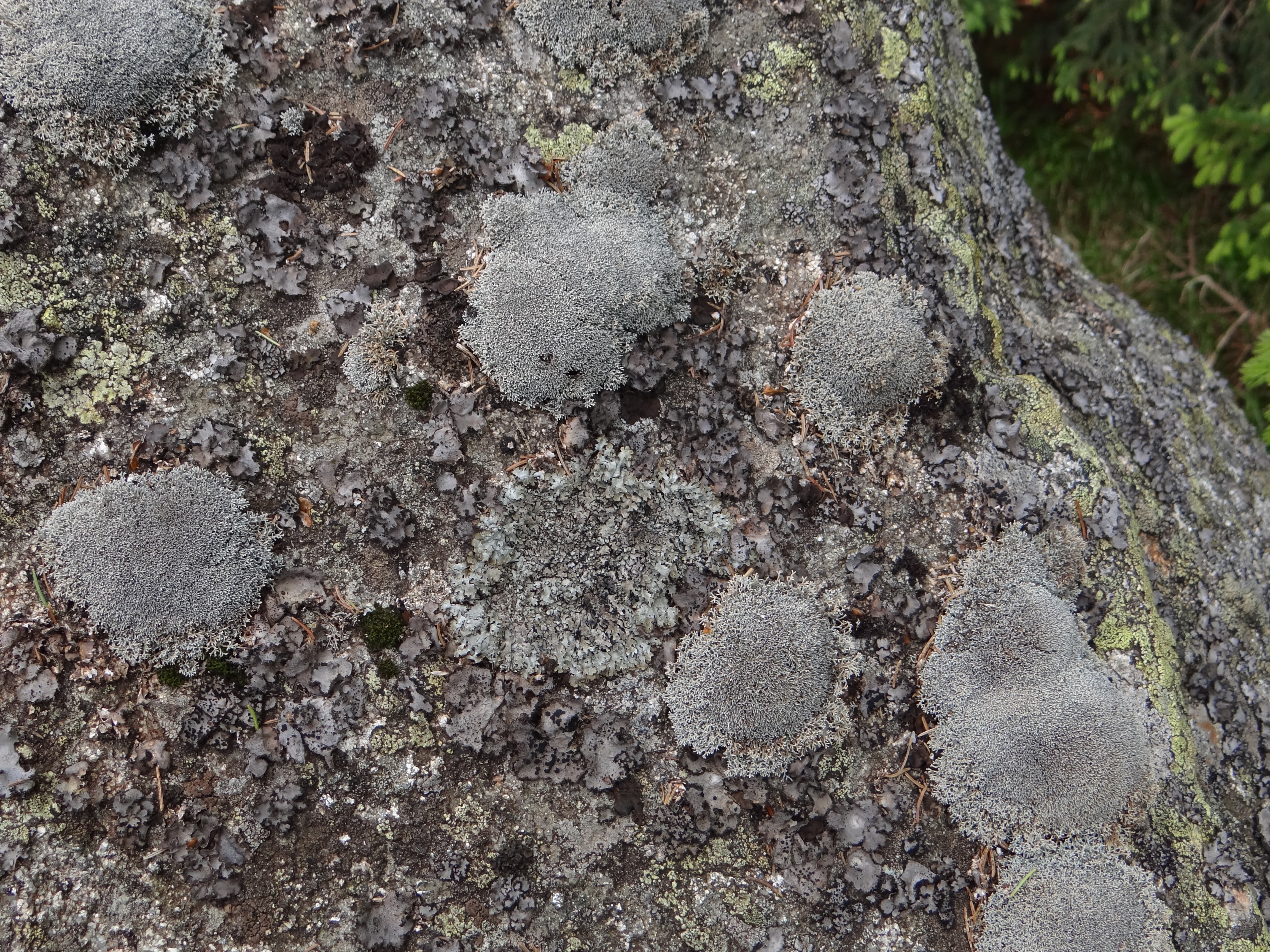
Kilka plech wśród innych porostów na granitowej skale

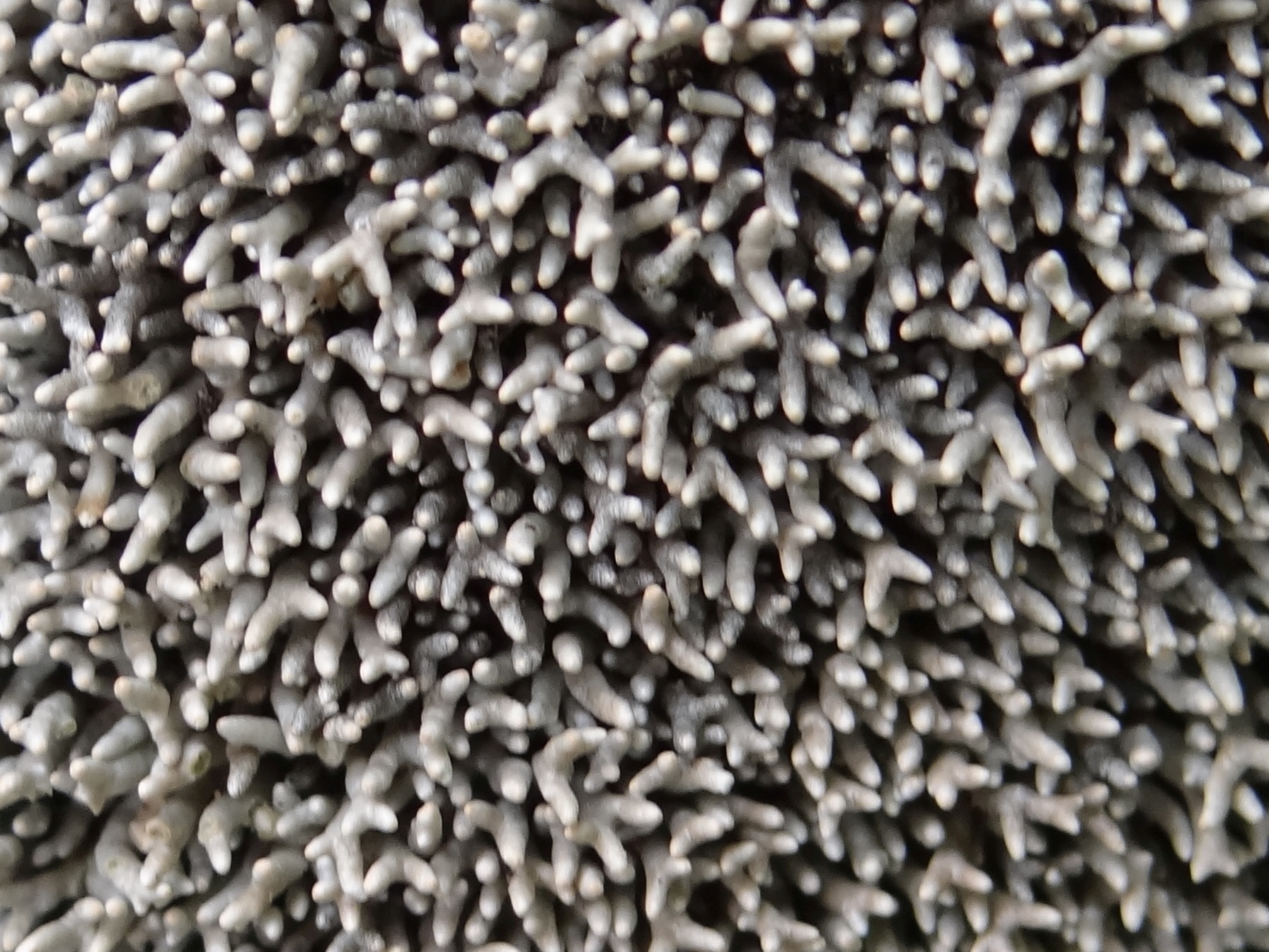
Zakończenia gałązek

Widlina krucha (Sphaerophorus fragilis (L.) Pers. – gatunek grzybów z rodziny Sphaerophoraceae. Ze względu na współżycie z glonami zaliczany jest do porostów.

## Systematyka i nazewnictwo
Pozycja w klasyfikacji według Index Fungorum: Sphaerophoraceae, Lecanorales, Lecanoromycetidae, Lecanoromycetes, Pezizomycotina, Ascomycota, Fungi.
Po raz pierwszy gatunek ten zdiagnozowany został w 1753 r. przez K. Linneusza jako Lichen fragilis (w tłumaczeniu na język polski:porost kruchy). Do rodzaju Umbilicaria przeniósł go w 1794 r. Christiaan Hendrik Persoon i nazwa nadana przez tegoż autora jest według Index Fungorum prawidłowa.
Synonimy nazwy naukowej:

- Cladonia fragilis (L.) F.H. Wigg. 1780
- Coralloides fragilis (L.) Hoffm. 1794
- Lecanora fragilis Zahlbr. 1925
- Lichen caespitosus Roth 1788
- Lichen fragilis L. 1753
- Placodium fragile (Zahlbr.) Szatala 1929
- Sphaerophorus caespitosus DC. 1805
- Sphaerophorus coralloides var. caespitosus (DC.) Turner & Borrer 1839
- Sphaerophorus coralloides var. fragilis (L.) Taylor
- Stereocaulon fragile (L.) Hoffm. 1796
- Verrucaria fragilis (L.) Humb. 1796

Nazwa polska według Krytycznej listy porostów i grzybów naporostowych Polski.

## Charakterystyka
Plecha krzaczkowata, bez gałązki głównej. Tworzy silnie rozgałęzioną „poduszkę” o wysokości do 4 cm, złożoną  ze zbitych i poplątanych gałązek. Są one bardzo kruche, na przekroju poprzecznym obłe. Szczytowe gałązki widełkowato rozgałęziają się, a ich zakończenia są tępe i jaśniejsze. Powierzchnia gałązek jest lśniąca, o barwie białobrunatnej, zielonkawobrunatnej, brunatnoszarej lub brunatnej. Nasada gałązek jest ciemniejsza.
Owocniki typu apotecjum pojawiają się rzadko. Są kuliste, czarne i mają średnicę do 1 mm. Powstają w nich niemal kuliste, lub szeroko elipsoidalne zarodniki o średnicy 8–12 × 9–12 μm.
Reakcje barwne: I-.

## Występowanie i siedlisko
Gatunek rozprzestrzeniony na całej półkuli północnej. W Europie jego północna granica zasięgu biegnie wzdłuż północnych wybrzeży Grenlandii i po archipelag Svalbard w Arktyce. W Polsce występuje tylko w Sudetach i Karpatach i jest rzadki. Znajduje się na Czerwonej liście roślin i grzybów Polski. Ma status EN – gatunek w sytuacji bardzo dużego ryzyka wymarcia.
W Polsce rośnie na skałach krzemianowych, wyłącznie w wyższych partiach gór. W tundrze rośnie także na ziemi humusie, torfie, detrytusie, martwych liściach.